# With Endless Wrath We Bring Upon Thee Our Infernal Torture
With Endless Wrath We Bring Upon Thee Our Infernal Torture är det svenska death metal-bandet Torture Divisions första samlingsalbum, som gavs ut i februari 2009.
Albumet består av gruppens tre demoinspelningar, samt julsingeln Suffer the Shitmass. De nio första spåren är från demoskivorna; spår ett till tre från With Endless Wrath, spår fyra till sex från We Bring Upon Thee och spår sju till nio från Our Infernal Torture. Dessa tre inspelningar är från början tänkta som en trilogi; den första av hittills två påbörjade trilogier med demoskivor. Samlingen är utgiven i 1 000 exemplar av Abyss Records, som dock inte innehar rättigheterna till musiken.

## Låtförteckning
1. "Ejaculation of the Wicked" - 3:32
2. "Bludgeoning Your Flesh Into Dust" - 3:00
3. "We Are Torture Division" - 3:36
4. "Double Barrel Remedy" - 2:38
5. "Left For Dead" - 2:54
6. "End This Rotten World" - 3:28
7. "Double Barrel Remedy" - 2:38
8. "Left For Dead" - 2:54
9. "End This Rotten World" - 3:28
10. "The Torture Never Stops" - 02:33 (W.A.S.P.-cover)
11. "The Purifier" - 3:57

## Banduppsättning
- Jörgen Sandström - sång, bas
- Lord K Philipson - gitarr
- Tobben Gustafsson - trummor

### Medverkande
- Marcus Edvardsson - mixning (With Endless Wrath)[2]
- Dan Swanö - producent, mixning, mastering
- Mats - ljudtekniker (trummor, Senseless Recordings)
- Jonas Åhlén - Ljudtekniker (Sång, Edwinrune Studios)